# Strage di Castiglione
La strage di Castiglione fu un eccidio commesso dalla Wehrmacht nella cittadina di Castiglione di Sicilia tra il 12 agosto e il 14 agosto 1943, durante la seconda guerra mondiale.

## Storia

### Il contesto
L'armistizio di Cassibile non era ancora stato stipulato e il governo Badoglio I era ancora alleato della Germania nazista. Le truppe dell'Asse, dopo lo sbarco alleato in Sicilia, erano in ritirata e provenivano da Randazzo dirette a Messina.
A incalzare erano la VII armata statunitense al comando del generale George S. Patton lungo la valle dell'Alcantara e la VIII armata inglese del generale Bernard Montgomery che il 10 agosto 1943 era penetrata a Giarre e risaliva il versante ionico-etneo.

### La strage

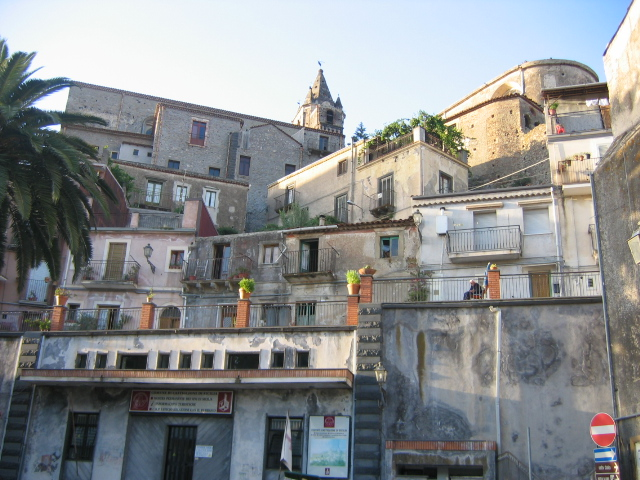
Vista di Castiglione

Truppe tedesche della divisione "Hermann Göring" erano accampate in contrada Sciambro, nelle campagne intorno Castiglione in attesa dell'ordine della ritirata verso Messina.
La tesi prevalente oggi è che nella tarda serata del 10 agosto 1943 da questo accampamento venne rubato un camion tedesco carico di generi alimentari. Un'altra tesi fu che vennero uccisi cinque militari tedeschi dello stesso accampamento..
la reazione tedesca fu immediata e si rivolse verso il centro abitato da dove potevano provenire i ladri e/o gli assassini.
Alle prime luci dell'alba del 12 agosto, un ufficiale al comando di un autocarro con 40 militari tedeschi e scortati da un carro armato irruppero nella cittadina sparando contro chiunque si parasse davanti. Vi furono morti e feriti. Quindi intimarono alla popolazione di sgomberare il paese e presero oltre 200 uomini in ostaggio (fra essi anche bambini e anziani). Gli ostaggi furono rinchiusi, secondo alcuni nel castello, secondo altri in un ovile all'addiaccio e senza viveri, un testimone ricordava di essere stati rinchiusi all'interno di un torrione, detto " Cannizzu" che si trova poco fuori dal paese. Per i tre giorni successivi depredarono le case del paese.
Il paese venne abbandonato la sera del 13 agosto, mentre gli ostaggi vennero liberati solo il 14 agosto mattina, grazie all'attività coraggiosa di alcune suore che vivevano nell'Istituto Regina Margherita le quali si offrirono come mediatori.
Dell'accaduto si avrà notizia solo il 4 ottobre sul Corriere di Sicilia.

### Le vittime
Nell'attacco le case di Castiglione furono depredate e date alle fiamme, il bollettino finale delle vittime si attesterà a 16 morti, più altri 20 feriti gravi.
Questo l'elenco ufficiale delle vittime: Nicolò Camardi, Francesco Cannavò, Giuseppe Carciopolo, Antonino Calano, Nunzio Costanzo, Giovanni Crifò, Giovanni Damico, Francesco Di Francesco, Salvatore Di Francesco, Giuseppe Ferlito, Vincenzo Nastasi, Salvatore Portale, Santo Purello, Giuseppe Rinaudo, Carmelo Rosano, Giuseppe Seminara.

## Il dibattito
Fu una delle prime stragi naziste compiute in Italia durante la seconda guerra mondiale. Fu preceduta dalla strage di Canicattì, avvenuta esattamente un mese prima ma rimasta a lungo nell'ombra, e dalle stragi alleate sempre a Canicattì e di Biscari, entrambe a opera dell'esercito americano. Molti rimproverarono un'assenza di un intervento sia dell'esercito sia delle autorità italiane nei confronti dell'allora alleato germanico.
La tesi del furto comunque non è stata mai dimostrata e ha fatto pensare visto il momento e l'oggetto del furto a qualche soldato sbandato o magari a qualche affamato. Probabilmente il responsabile dell'accaduto niente aveva a che fare con la cittadina di Castiglione che poi invece è stata oggetto di rappresaglia.

## Il conferimento della medaglia al paese
Il 16 settembre del 2002 la cittadina etnea è stata insignita di una medaglia di bronzo al valor civile conferita dal Presidente della Repubblica, Carlo Azeglio Ciampi. La motivazione: Nel corso dell'ultimo conflitto mondiale fu teatro di una feroce rappresaglia tedesca che provocò la morte di sedici civili ed il saccheggio di numerose abitazioni. 12 agosto 1943 - Castiglione di Sicilia (CT)

### Filmografia
- Ezio Costanzo Moral Bombing. L'arma del dolore, film documentario, ANVCG 2019
- Ezio Costanzo, Sicilia 1943 - Lo sbarco alleato, film-documentario, doppio DVD con interviste, Le Nove Muse Editrice, 2004